# Tamms
Tamms est un village du comté d'Alexander dans l'Illinois, aux États-Unis,. Le village est fondé sous le nom de Idlewild, en 1883 et renommé Tamms le 9 mars 1900 . Il est incorporé le 7 septembre 1905.

## Démographie
Lors du recensement de 2010, le village comptait une population de 1 043 habitants. Elle est estimée, en 2016, à 526 habitants.

## Source de la traduction
- (en) Cet article est partiellement ou en totalité issu de l’article de Wikipédia en anglais intitulé « Tamms, Illinois » (voir la liste des auteurs).